# Parafia św. Michała Archanioła w Królikowie
Parafia Świętego Michała Archanioła w Królikowie jest jedną z 7 parafii leżącą w granicach dekanatu zagórowskiego. Erygowana w XII wieku.

## Dokumenty
Księgi metrykalne: 
- ochrzczonych od 1945 roku
- małżeństw od 1945 roku
- zmarłych od 1945 roku